# 朝鲜语新缀字法
朝鲜语新缀字法是朝鲜民主主义人民共和国自1948年至1954年的一次拼写改革。作为朝鲜语的新拼法，其显著的特点是在原有的谚文基础上加入了五个辅音字母和一个元音字母。

## 历史
朝鲜半岛在日治时代使用1933年《朝鮮語綴字法統一案》规定的谚文字母。1945年，北朝鲜人民委员会（今日朝鲜民主主义人民共和国政府的前身）效法苏联进行语言规划。其目标是提高人民的识字率，创造出“新朝鲜语”这一“革命的文化武器”并废弃汉字。北朝鲜把俄语作为中学的必修课，朝鲜语也吸收了“劳动党”、“人民军”和“人民解放战争”等词汇。1949年，北朝鲜除科学技术等领域使用括号加注汉字外，全面废止汉字。这种语言纯化运动意图用朝鲜语固有词创造新词来取代“反动”且“把知识分子和大众分隔开”的汉字词。此外，对于汉字词的地名，当局也将其改为“社会主义化”的新名称。
1948年，《朝鲜语新缀字法》正式颁布。朝鲜劳动党声称这种缀字法是朝鲜历史上“第一部无产阶级正字法”。然而，只有语言学期刊《朝鲜语文研究》和1949年的《朝鲜语法》使用这种拼法。但随着政治局势的变化，朝鲜战争爆发，语言纯化运动中止，加上金日成的反对，最终导致新缀字法停用。1958年3月，新缀字法的作者金枓奉失势遭到劳动党清洗，并被语言学期刊攻击。从此以后，朝鲜的文字改革就局限于水平书写谚文且单词之间不留空格，以同大韩民国区分。后来朝鲜官方选定平安方言为朝鲜的国语，因为其在朝鲜政府看来“较少受到外国文化和资本主义的玷污”。今天，虽然朝鲜语新缀字法早已废除，但其对朝鲜文化语的影响依然存在，例如比韩国标准语更加强调词法。

## 内容

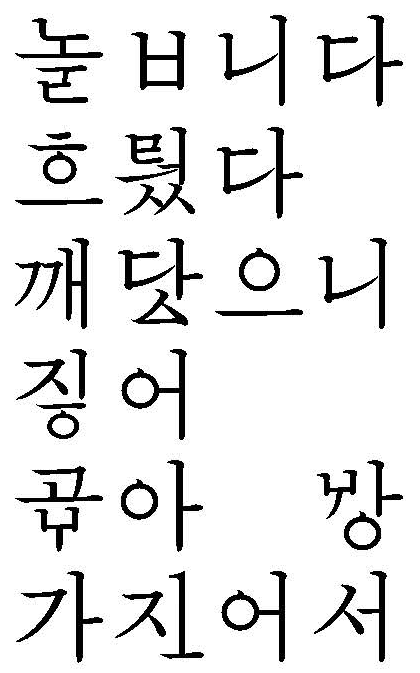
用新缀字法书写的几个朝鲜语单词。其对应的规范写法为놉니다、흘렀다、깨달으니、지어、고와、왕和가져서。

新缀字法在原有的谚文基础上加入了6个字母。
| 谚文 | 名称 | 发音   | 发音   | 字形来源                                                               |
| 谚文 | 名称 | 元音前 | 辅音前 | 字形来源                                                               |
| ---- | ---- | ------ | ------ | ---------------------------------------------------------------------- |
|      |      | /l/    | 不发音 | 发音与ㄹ相同，但在辅音前不发音。故而形状与其相似                       |
|      |      | /nn/   | /l/    | 发音位置与ㄹ近似，但舌尖接触齿龈，故而在象征齿龈的左上角封口           |
| ㅿ   |      | /l/    | /t/    | 源于早期谚文字母字形                                                   |
| ㆆ   | ᅙᅵ으ᇹ | 不发音 | /◌͈/    | 源于早期谚文字母字形                                                   |
|      |      | /w/    | /p/    | 具备ㅂ和ㅜ的发音，字形为两者的合字                                     |
|      |      | /j/    | /i/    | 发音接近元音ㅣ故而形状近似，上部的尖角表示具有辅音的性质，不完全是元音 |

### 朝鲜语／韩语正写法
- 朝鲜语规范集（朝鲜民主主义人民共和国现在使用的正写法）
- 谚文正写法（大韩民国现在使用的正写法）

### 汉字文化圈其他国家的拼写改革
- 中国大陆：简化字、二简字
- 日本：日语旧字体和新字体